# Circonscription autonomique d'Alicante
Ne doit pas être confondu avec Circonscription électorale d'Alicante.
La circonscription électorale d'Alicante est l'une des trois circonscriptions électorales de la Communauté valencienne pour les élections au Parlement valencien.
Elle correspond géographiquement à la province d'Alicante.

## Synthèse
| AP & alliés |       | 10 | 9  |    |    |    |    |    |    |    |    |    |  |  |  |
| IU - PCE    |       | 2  | 2  | 2  | 3  | 2  | 2  | 2  | 2  |    |    |    |  |  |  |
| PSOE        |       | 17 | 14 | 16 | 12 | 12 | 12 | 14 | 12 | 9  | 10 | 11 |  |  |  |
| CDS         |       |    | 4  |    |    |    |    |    |    |    |    |    |  |  |  |
| PP          |       |    |    | 12 | 15 | 16 | 16 | 19 | 20 | 11 | 7  | 15 |  |  |  |
| Compromís   |       |    |    |    |    |    |    |    | 1  | 5  | 4  | 4  |  |  |  |
| Podemos     |       |    |    |    |    |    |    |    |    | 5  | 3  |    |  |  |  |
| Cs          |       |    |    |    |    |    |    |    |    | 5  | 7  |    |  |  |  |
| Vox         |       |    |    |    |    |    |    |    |    |    | 4  | 5  |  |  |  |
|             |       |    |    |    |    |    |    |    |    |    |    |    |  |  |  |
| Total       | Total | 29 | 29 | 30 | 30 | 30 | 30 | 35 | 35 | 35 | 35 | 35 |  |  |  |

## Résultats détaillés

### 1983
| Parti        | Parti | Députés élus |
| ------------ | ----- | --- |
| PSPV-PSOE    |       | Antonio García Miralles, Alberto Pérez Ferré, Ángel Luna González, Emilio Soler Pascual, Francisco Rodríguez Valderrama, Juan Bautista Pastor Marco, María Dolores Marcos González, Manuel Adriano Arabid Cantos, Enrique Louis Rampa, Jorge Asensi Sabater, Hermenegildo Rodríguez Pérez, Miguel Millana Sansaturio, Luis Torregrosa Mira, Ramón Berenguer Prieto, Joaquín Fuster Pérez, Emilio José Álvarez Landete, José Luis Gomis Gavilán |
| AP-PDP-UL-UV |       | José Cholbi Diego (AP), Joaquín Galant Ruiz (PDP), Antonio Martínez Serrano (UV), Rafael Maluenda Verdú (AP), Antonio García Agredas (AP), Antonio Alonso Gutiérrez (AP), Enrique Ferré Sempere (AP), Vicente Pérez Devesa (PDP), Joaquín Santo Matas (AP), Joaquín Vidal Negre (UV) |
| PCE-PCPV     |       | Alfredo Botella Vicent, Manuel Martínez Lledó |

- Ángel Luna (PSPV-PSOE) est remplacé en juillet 1986 par Rafael Luis Gadea Martí.

### 1987
| Parti     | Parti | Députés élus |
| --------- | ----- | --- |
| PSPV-PSOE |       | Antonio García Miralles, Alberto Pérez Ferré, Emilio Soler Pascual, Jorge Asensi Sabater, María Dolores Marcos González, Miguel Millana Sansaturio, Juan Bautista Pastor Marco, Martín Sevilla Jiménez, Hermenegildo Rodríguez Pérez, Enrique Louis Rampa, Luis Torregrosa Mira, Antonio Pérez Olcina, Ramón Berenguer Prieto, José Luis Gomis Gavilán |
| AP        |       | Rafael Maluenda Verdú, Carlos Rafael Alcalde Agesta, Joaquín Santo Matas, Manuel Lorente Belmonte, Guillermo Sirvent Sirvent, Enrique Ferré Sempere, Jaime Botella Mayor, Francisco Magro Espí, Juan Salvador Gaya Sastre |
| CDS       |       | Gerardo Muñoz Lorente, Manuel Benabent Fuentes, José Ramón Navarro Nicolau, Salvador Ruso Pacheco |
| EU-UPV    |       | Alfredo Botella Vicent, Pascual Mollá Martínez |

- Alberto Pérez (PSPV-PSOE) est remplacé en septembre 1987 par Alejandro Bas Carratalá.
- Juan Pastor (PSPV-PSOE) est remplacé en février 1989 par Joaquín Fuster Pérez.

### 1991
| Parti     | Parti | Députés élus |
| --------- | ----- | --- |
| PSPV-PSOE |       | Antonio García Miralles, Emilio Soler Pascual, Antonio Escarré Esteve, Alfonso Arenas Férriz, Jorge Asensi Sabater, Paloma Gómez Ossorio, Diego Maciá Antón, Antonio Moreno Carrasco, Miguel Millana Sansaturio, Hermenegildo Rodríguez Pérez, Martín Sevilla Jiménez, Concepción Pérez Morales, Luis Torregrosa Mira, Ramón Berenguer Prieto, Francisca Benabent Fuentes, José Luis Gomis Gavilán |
| PPCV      |       | Eduardo Zaplana, Rafael Maluenda Verdú, Juan Antonio Montesinos García, Miguel Valor Peidró, Manuel Ortuño Cerdá, Vicente Pérez Devesa, Carlos Rafael Alcalde Agesta, Manuel Lorente Belmonte, Anatolio García Villarroyo, Pedro Hernández Mateo, José Joaquín Ripoll, Juan Antonio Rodríguez Marín                                                                                                |
| EUPV      |       | Alfredo Botella Vicent, Pascual Mollá Martínez |

- Antonio Escarré (PSPV-PSOE) est remplacé en juillet 1994 par Antonio Pérez Olcina.
- Emilio Soler (PSPV-PSOE) est remplacé en novembre 1994 par Joaquín Fuster Pérez.

### 1995
| Parti     | Parti | Députés élus |
| --------- | ----- | --- |
| PPCV      |       | Luis Fernando Cartagena Travesedo, Diego Such Pérez, José Joaquín Ripoll, José Cholbi Diego, Genoveva Reig Ribelles, Rafael Maluenda Verdú, Macarena Montesinos de Miguel, Manuel Ortuño Cerdá, Carlos Rafael Alcalde Agesta, Juan Antonio Rodríguez Marín, Luis Concepción Moscardó, Pedro Hernández Mateo, María José García Herrero, Sebastián Fernández Miralles, Clara Abellán García |
| PSPV-PSOE |       | Antonio García Miralles, Martín Sevilla Jiménez, Luis Francisco Berenguer Fuster, Concepción Pérez Morales, Manuel Rodríguez Maciá, Antonio Moreno Carrasco, María Moreno Ruiz, Roberto García Blanes, Alfonso Arenas Férriz, Francisca Benabent Fuentes, Ramón Berenguer Prieto, Hermenegildo Rodríguez Pérez                                                                             |
| EU-EV     |       | Pascual Mollá Martínez, Alfredo Botella Vicent, María Ángeles Martínez Esplá |

- Genoveva Reig (PPCV) est remplacée en juillet 1995 par María Carmen Nácher Pérez.
- Carlos Alcalde (PPCV) est remplacé en juillet 1995 par Manuel Pérez Fenoll.
- Luis Cartagena (PPCV) est remplacé en juillet 1995 par Francisca Pérez Barber.
- Diego Such (PPCV) est remplacé en juillet 1995 par María Estela Canales Martínez-Pinna.
- José Joaquín Ripoll (PPCV) est remplacé en juillet 1995 par Manuel Gómez Fernández.
- Luis Benreguer (PSPV-PSOE) est remplacé en janvier 1996 par Jaime Sendra Galán.
- Martín Sevilla (PSPV-PSOE) est remplacé en février 1996 par Francisco José Carbonell Gras.
- Antonio García (PSPV-PSOE) est remplacé en septembre 1997 par José Antonio Pina Gosálbez.
  - José Pina (PSPV-PSOE) est remplacé en juillet 1998 par María Ángeles Rochel Icardo.

### 1999
| Parti       | Parti | Députés élus |
| ----------- | ----- | --- |
| PPCV        |       | José Joaquín Ripoll, Carmen Galipienso Calatayud, Juan Manuel Cabot Saval, Macarena Montesinos de Miguel, José Cholbi Diego, María Carmen Nácher Pérez, Rafael Maluenda Verdú, María José García Herrero, Manuel Ortuño Cerdá, Francisco Pérez Barber, Juan Antonio Rodríguez Marín, Luis Concepción Moscardó, Pedro Hernández Mateo, María Estela Canales Martínez-Pinna, Manuel Pérez Fenoll, José Antonio Rovira Jover |
| PSPV-PSOE-p |       | Antonio Moreno Carrasco, María Dolores Mollá Soler, José Vicente Sanús Tormo, María Trinidad Amorós Fillol, Antonio Torres Salvador, María Moreno Ruiz, Eduardo Vicente Navarro, Consuelo Catalá Pérez, Luis Briñas López, José Pérez Grau, Ramón Berenguer Prieto, Carmen Osuna Cubero |
| EUPV        |       | Juan Antonio Oltra Soler, Ángela Llinares Llorca |

- Carmen Galipienso (PPCV) est remplacée en août 1999 par Manuel Gómez Fernández.
- Ramón Berenguer (PSPV-PSOE) est remplacé en octobre 1999 par Francisco Pérez Baldó.
- José Sanús (PSPV-PSOE) est remplacé en octobre 2000 par Josep Albert Mestre Moltó.
- Carmen Nácher (PPCV) est remplacée en février 2001 par María José Rico Llorca.
- José Rovira (PPCV) est remplacé en février 2001 par Mónica Isabel Lorente Ramón.
- Manuel Ortuño (PPCV) est remplacé en décembre 2002 par José Penataro Pérez.

### 2003
| Parti     | Parti | Députés élus |
| --------- | ----- | --- |
| PPCV      |       | Julio de España, Macarena Montesinos de Miguel, Juan Manuel Cabot Saval, María Carmen Nácher Pérez, José Cholbi Diego, Ana Encabo Balbín, Rafael Maluenda Verdú, María José García Herrero, Fernando Modrego Caballero, Gema Amor Pérez, Manuel Gómez Fernández, María Estela Canales Martínez-Pinna, Juan Seva Martínez, Mónica Isabel Lorente Ramón, Manuel Pérez Fenoll, Cristina Serrano Mateo |
| PSPV-PSOE |       | Diego Maciá Antón, María Carmen Sánchez Brufal, Antonio Moreno Carrasco, Encarnación Llinares Cuesta, Vicente Escrig Peris, Consuelo Catalá Pérez, Eduardo Vicente Navarro, Rebeca Lirios Soler Cejudo, Antonio Torres Salvador, María Dolores Gay Bódalo, Juan de Dios Falcó Rico, José Antonio Godoy García                                                                                      |
| Entesa    |       | Juan Antonio Oltra Soler, Alfred Botella Vicent |

- Ana Encabo (PPCV) est remplacée en juillet 2003 par Mercedes Alonso García.
- Cristina Serrano (PPCV) est remplacée en juillet 2003 par Adela Pedrosa
- Macarena Montesinos est remplacée en avril 2004 par Dolores Peña Villaescusa
- Antonio Moreno (PSPV-PSOE) est remplacé en mai 2004 par María Ángeles Rochel Icardo.

### 2007
| Parti     | Parti | Députés élus |
| --------- | ----- | --- |
| PPCV      |       | Gerardo Camps, Adela Pedrosa, Miguel Ignacio Peralta Viñes, Luis Bernardo Díaz Alperi, María Milagrosa Martínez Navarro, Rafael Maluenda Verdú, José Ramón García Antón, Ángela María Barceló Martorell, César Augusto Asencio Adsuar, María José García Herrero, José Cholbi Diego, Gema Amor Pérez, Pedro Hernández Mateo, María Elena Bonet Mancheño, David Francisco Serra Cervera, Trinidad María Miró Mira, César Sánchez Pérez, Andrés Antonio Ballester Costa, Antonio Vicente Peral Villar |
| PSPV-PSOE |       | Diego Maciá Antón, María Isabel Lloret Ivorra, Ángel Luna González, María Consuelo Catalá Pérez, José Antonio Godoy García, María Dolores Gay Bódalo, Antonio Torres Salvador, Elvira María Jiménez Gutiérrez, Eduardo Vicente Navarro, María Dolores Huesca Rodríguez, Manuel Bueno Ortuño, María Vicenta Crespo Domínguez, Amando Vilaplana Gironés, Rebeca Lirios Soler Cejudo |
| EUPV      |       | Lluís Torró Gil, Mireia Mollà Herrera |

- Adela Pedrosa (PPCV) est remplacée en mars 2008 par Yolanda Violeta García Santos.
- Miguel Peralta (PPCV) est remplacé en mars 2008 par José Císcar Bolufer.
  - José Císcar (PPCV) est remplacé en mars 2009 par Elisa Díaz González.
- José Cholbi (PPCV) est remplacé en mars 2009 par Antonio Lorenzo Paredes.
- José García  (PPCV) est remplacé en août 2009 par María Teresa Parra Almiñana.
- José Godoy (PSPV-PSOE) est remplacé en septembre 2009 par Juan de Dios Falcó Rico.

### 2011
| Parti     | Parti | Députés élus |
| --------- | ----- | --- |
| PPCV      |       | Sonia Castedo Ramos, Gerardo Camps, María Milagrosa Martínez Navarro, Luis Bernardo Díaz Alperi, Rafael Maluenda Verdú, José Císcar Bolufer, Trinidad María Miró Mira, Angélica Gemma Such Ronda, Mario Francisco José Flores Lanuza, David Francisco Serra Cervera, Ángela María Barceló Martorell, César Augusto Asencio Adsuar, Pedro Hernández Mateo, María José García Herrero, Andrés Antonio Ballester Costa, César Sánchez Pérez, María Elena Bonet Mancheño, Antonio Vicente Peral Villar, Yolanda Violeta García Santos, Eva Ortiz Vilella |
| PSPV-PSOE |       | Ángel Luna González, Ana Barceló Chico, Vicent Arques Cortés, José Manuel Sánchez Asencio, María Vicenta Crespo Domínguez, Ferran Josep Verdú Monllor, Javier Carlos Macho Lorenzo, Julián López Milla, Verónica López Ramón, María Dolores Huesca Rodríguez, Antonio Torres Salvador, Jordi Serra Ferrer |
| EUPV      |       | Lluís Torró Gil, Esther López Barceló |
| Compromís |       | Mireia Mollà Herrera |

- César Asencio (PPCV) est remplacé en septembre 2011 par María Teresa Parra Almiñana.
- Eva Ortiz (PPCV) est remplacée en novembre 2011 par Antonio Ángel Hurtado Roca.
  - Ángel Hurtado (PPCV) est remplacé en avril 2013 par Miguel Zaragoza Fernández.
- Gerardo Camps (PPCV) est remplacé en décembre 2011 par María del Pilar Sol Cortés.
- Mario Flores (PPCV) est remplacé en décembre 2011 par Antonio Lorenzo Paredes.
- Dolores Huesca (PSPV-PSOE) est remplacée en octobre 2011 par Modesta Salazar Agulló.
- Ferran Verdú (PSPV-PSOE) est remplacé en novembre 2012 par Jordi Valentí Martínez Juan.
- Pedro Hernández (PPCV) est remplacé en décembre 2012 par Elisa Díaz González.
- Angélica Such (PPCV) est remplacée en mars 2014 par Marcos Enrique Zaragoza Mayor.
- Milagrosa Martínez (PPCV) est remplacée en mars 2014 par Juan de Dios Navarro Caballero.
- Luis Díaz (PPCV) est remplacé en avril 2014 par María Dolores Zaragoza Teuler.
- Sonia Castedo (PPCV) est remplacée en mai 2014 par Juan Guillermo Moratal Cloquell.
- Ángel Luna (PSPV-PSOE) est remplacé en septembre 2014 par Rosa de Falastín Mustafá Ávila.
- David Serra (PPCV) est remplacé en septembre 2014 par María Mercedes Torregrosa Orts.
- Yolanda García (PPCV) est remplacée en janvier 2015 par José María Rodríguez Galant.

### 2015
| Parti     | Parti | Députés élus |
| --------- | ----- | --- |
| PPCV      |       | José Císcar Bolufer, Eva Ortiz Vilella, José Juan Zaplana López, César Sánchez Pérez, Elisa Díaz González, Manuel Pérez Fenoll, María Remedios Yáñez Motos, José Salas Maldonado, María Teresa Parra Almiñana, Antoni Joan Bertomeu Vallés, Juan de Dios Navarro Caballero |
| PSPV-PSOE |       | Julián López Milla, Noelia Hernández Sánchez, David Cerdán Pastor, Antonio Torres Salvador, Ana Barceló Chico, Manuel Pineda Cuenca, Sandra Martín Pérez, Vicent Arques Cortés, Toñi Serna Serrano                                                                         |
| Compromís |       | Mireia Mollà Herrera, Rafael Climent González, José Ramón Nadal Sendra, Cristina Rodríguez Armigen, María del Ángel Campello Moreno |
| Cs        |       | Emigdio Tormo Moratalla, Emilio Argüeso Torres, María del Carmen Sánchez Zamora, Antonio Joaquín Woodward Poch, Rosa María García González |
| Podemos   |       | María Luz Quiñonero Hernández, Antonio Estañ García, Beatriz Gascó Verdier, José Francisco Almería Serrano, Covadonga Peremarch Palomares |

- Julián López (PSPV-PSOE) est remplacé en juillet 2015 par Rafael Francisco Briet Seguí.
  - Rafael Briet (PSPV-PSOE) est remplacé en juillet 2018 par Jesús Sellés Quiles.
- Antonio Torres (PSPV-PSOE) est remplacé en juillet 2015 par Rosa de Falastín Mustafá Ávila.
- César Sánchez (PPCV) est remplacé en août 2015 par Fernando Pastor Llorens.

### 2019
| Parti     | Parti | Députés élus |
| --------- | ----- | --- |
| PSPV-PSOE |       | Ana Barceló Chico, José Francisco Chulvi Español, Laura Soler Azorín, Manuel Pineda Cuenca, Toñi Serna Serrano, Vicent Arques Cortés, Sandra Martín Pérez, Francisco Rubio Delgado, Rosa de Falastín Mustafá Ávila, Jesús Sellés Quiles |
| PPCV      |       | José Císcar Bolufer, Eva Ortiz Vilella, Adrián Ballester Espinosa, Elisa Díaz González, José Juan Zaplana López, José Antonio Rovira Jover, Manuel Pérez Fenoll                                                                         |
| Cs        |       | María Quiles Bailén, Yaneth Lucía Giraldo Jiménez, Emigdio Tormo Moratalla, José Antonio Martínez Ortega, Fernando Enrique Llopis Pascual, Antonio Joaquín Woodward Poch, Rosa María Menor Lucas                                        |
| Vox       |       | Ana Vega Campos, David García Gomis, Miguel Pascual Pérez, Ana María Cerdán Martínez |
| Compromís |       | Aitana Joana Mas Mas, Rafael Climent González, José Ramón Nadal Sendra, Cristina Rodríguez Armigen |
| Unides    |       | Rubén Martínez Dalmau, Beatriz Gascó Verdier, Estefanía de los Reyes Blanes León |

- Rubén Martínez (Unides) est remplacé en juin 2019 par Naiara Isabel Davó Bernabeu.
- Adrián Ballester (PPCV) est remplacé en septembre 2019 par Fernando Pastor Llorens.
- Toñi Serna (PSPV-PSOE) est remplacée en janvier 2021 par Aroa Mira Rojano.
- José Císcar (PPCV) est remplacé en janvier 2021 par María Luisa Gayo Madera.

### 2023
| Parti     | Parti | Députés élus |
| --------- | ----- | --- |
| PPCV      |       | Carlos Mazón, María Gómez García, Juan Francisco Pérez Llorca, Lucía Peral Mateos, José Antonio Rovira Jover, Julia Parra Aparicio, Eduardo Jorge Dolón Sánchez, María del Rosario Escrig Llinares, José Ramón González de Zárate Unamuno, José Juan Zaplana López, Francisco Javier Sendra Mengual, Eva Ortiz Vilella, Fernando Pastor Llorens, María Luisa Gayo Madera, Noelia Císcar Martínez |
| PSPV-PSOE |       | Josefina Bueno Alonso, Laura Soler Azorín, Yaissel Sánchez Orta, David Bernardo López Lluch, Mario Elías Villar García, María Rosario Navalón García, María Teresa García Madrid, José Chulvi Español, Ramón Abad Soler, María Luisa Navarro Forcada, Nuria Pina Huertas |
| Vox       |       | Ana Vega Campos, David García Gomis, Miguel Pascual Pérez, Julia María Llopis Noheda, María Teresa Ramírez Jurado |
| Compromís |       | Aitana Joana Mas Mas, Gerard Fullana Martínez, María José Calabuig Vanyó, Juan Bordera Romá |

- David García (Vox) ne siège pas et est remplacé dès l'ouverture de la législature par José Muñoz Salvador.
- Julia Parra (PPCV) est remplacée le 20 septembre 2023 par Javier Gutiérrez Martín.
- José Antonio Rovira (PPCV) est remplacé le 20 septembre 2023 par Manuel Pérez Fenoll.
- Francisco Sendra (PPCV) est remplacé le 20 septembre 2023 par José Salas Maldonado.
- Rosario Escrig (PPCV) est remplacée le 20 septembre 2023 par Dolores Peña Villaescusa.
- Eva Ortiz (PPCV) est remplacée le 20 septembre 2023 par María del Carmen Martínez Clemor.
- Josefina Bueno (PSPV-PSOE) est remplacée le 20 septembre 2023 par José Antonio Díaz Fernández.
- David López (PSPV-PSOE) démissionne le 5 mars 2024.